# BK Zaporizhya
El BK Zaporizhya es un equipo de baloncesto ucraniano con sede en la ciudad de Zaporozhye, que compite en la Superliga de Baloncesto de Ucrania, la primera división del baloncesto ucraniano.

## Posiciones en liga
- 1998 (8)
- 1999 (6)
- 2000 (10)
- 2001 (12)
- 2002 (1-2)
- 2004 (14-2)
- 2006 (6-2)
- 2007 (14-Higher League)
- 2008 (14-Higher League)
- 2009 (7-UBL)
- 2010 (2-Superleague)
- 2011 (6)
- 2012 (5)
- 2013 (2)

### Plantilla 2013-2014
| N.º | Nombre               | Nacionalidad              | Puesto    |
| --- | -------------------- | ------------------------- | --------- |
| 4   | Alexander Rybalko    | Bandera de Ucrania        | Escolta   |
| 6   | Yakov Zmitrovich     | Bandera de Ucrania        | Alero     |
| 50  | Artem Butskyy        | Bandera de Ucrania        | Base      |
| --  | Mykola Vilkhovetskyi | Bandera de Ucrania        | Base      |
| --  | Marshawn Powell      | Bandera de Estados Unidos | Pívot     |
| --  | Jake O'Brien         | Bandera de Estados Unidos | Ala-Pívot |
| --  | Anthony Marshall     | Bandera de Estados Unidos | Escolta   |
| --  | Andrei Malysh        | Bandera de Ucrania        | Ala-Pívot |
| --  | LaRon Dendy          | Bandera de Estados Unidos | Pívot     |
| --  | Dmitro Antonets      | Bandera de Ucrania        | Alero     |

## Palmarés
- Campeón Copa de Ucrania: 2010, 2013
- Finalista Higher League (D2):  2002
- Semifinales Superliga de Baloncesto de Ucrania : 2010, 2011, 2012, 2013
- Finalista Copa de Ucrania :2012
- Segundo Superliga de Baloncesto de Ucrania :2010, 2013